# 富加関インターチェンジ
富加関インターチェンジ（とみかせきインターチェンジ）は、岐阜県加茂郡富加町・関市にある東海環状自動車道のインターチェンジ。2025年4月8日 10時よりETC専用料金所に変更。ETC非搭載車は利用できない。

## 歴史
- 2005年（平成17年）3月19日：豊田東JCT - 美濃関JCT間開通に伴い、供用開始。
- 2025年（令和7年）4月8日 10時：料金所がETC専用化[1]。

## 周辺
- 半布里遺跡
- 井高1号古墳
- 茶臼山古墳
- 半布ヶ丘公園
- 清水寺
- 堂洞城跡
- 大山神社
- 佐久太神社
- 道の駅平成
- 日龍峰寺
- 八滝ウッディランド
- お宮の清水
- 乳岩神社
- 水無神社

## 接続する道路
- 岐阜県道58号関金山線（平成こぶし街道）
- 岐阜県道343号富加美濃線

## 料金所
- ブース数：4

### 入口
- ブース数：2
  - ETC専用: 1
  - ETC/サポート：1

### 出口
- ブース数：2
  - ETC専用: 1
  - ETC/サポート：1

## 隣
C3 東海環状自動車道
(9)美濃加茂IC/SA - (10)富加関IC - (5-1)美濃関JCT